# Martin Roe
Pour les articles homonymes, voir Roe.
Martin Roe (né le 1er avril 1992) est un athlète norvégien, spécialiste du décathlon.

## Carrière
Le 2 juillet 2017, il bat son record personnel en 8 144 points lors des Championnats d'Europe par équipes à Monzón. Le 28 avril 2018, il remporte le meeting de Florence avec 8228 points, nouveau record national.
Il se classe 18e des championnats du monde 2019 à Doha avec 6 845 pts.

## Records

### Records personnels
| Épreuve           | Performance   | Lieu          | Date                     |
| ----------------- | ------------- | ------------- | ------------------------ |
| 100 m             | 10 s 79       | København     | 2 mai 2015               |
| Saut en longueur  | 7,61 m        | Berlin        | 7 août 2018              |
| Lancer du poids   | 15,56 m       | København     | 3 mai 2015               |
| Saut en hauteur   | 1,96 m        | Kladno Berlin | 17 juin 2017 7 août 2018 |
| 400 m             | 49 s 00       | Inowroclaw    | 4 juillet 2015           |
| 110 m haies       | 15 s 03       | Arona         | 9 juin 2019              |
| Lancer du disque  | 49,19 m       | Monzón        | 2 juillet 2017           |
| Saut à la perche  | 4,85 m        | Lana          | 25 avril 2021            |
| Lancer du javelot | 66,72 m       | Byrkjelo      | 14 août 2011             |
| 1 500 m           | 4 min 31 s 96 | Arona         | 9 juin 2019              |
| Décathlon         | 8 228 pts     | Florence      | 28 avril 2018            |

| Épreuve          | Performance   | Lieu            | Date                    |
| ---------------- | ------------- | --------------- | ----------------------- |
| 60 mètres        | 6 s 92        | Sandnes         | 3 mars 2018             |
| Saut en longueur | 7,81 m        | Sandnes (NR)    | 3 mars 2018             |
| Lancer du poids  | 15,71 m       | Sandnes         | 3 mars 2018             |
| Saut en hauteur  | 1,95 m        | Bergen          | 28 février 2015         |
| 60 mètres haies  | 8 s 36        | Glasgow         | 3 mars 2019             |
| Saut à la perche | 4,91 m        | Bergen          | 20 août 2019            |
| 1 000 mètres     | 2 min 46 s 17 | Glasgow         | 3 mars 2019             |
| Heptathlon       | 5 951 pts     | Sandnes Glasgow | 4 mars 2018 3 mars 2019 |